# Parágrafo de ênfase
Parágrafo de ênfase, segundo as normas brasileiras de auditoria é um parágrafo do relatório de auditoria, que se refere a um assunto apresentado nas demonstrações contábeis que, segundo o auditor, é de suma importância para o entendimento das demonstrações contábeis. Este assunto é abordado na norma NBC TA 706, que também traz o conceito de parágrafos de outros assuntos, que são parágrafos incluídos no relatório de auditoria,  que se refere a assunto não apresentado divulgado nas demonstrações contábeis, mas de importância para que os usuários entendam a auditoria, a responsabilidade do auditor ou o relatório de auditoria. A principal diferença entre esses dois tipos de parágrafos é o fato de o parágrafo de ênfase referir-se a assunto apresentado nos demonstrativos contábeis, ao contrário do parágrafo de outros assuntos.